# Кериоф
Кериоф, также Кериот или Кириот (др.-евр. קריות‬) — библейский моавитский город между Бет-Меон и Босрой (Иер. 48:24). Его отождествляют с развалинами Ель-Курейат (между Дивон и Атарот), в 10 километрах на северо-востоке от Босры. В надписи Меши это «קריתן», там было святилище бога Кемоша.
Гибель и разрушение Кериофа предсказывали пророки Иеремия и Амос. «И пошлю огонь на Моава», — пророчествовал Амос, «и пожрёт чертоги Кериофа и погибнет Моав среди разгрома с шумом, при звуке трубы» (Амос. 2:2).

## Одноимённый город
Другой, одноимённый по-древнееврейски город в пустыне Негеве области Иудеи (Нав. 15:25), Септуагинта (греческий перевод) и Пешита (сирийский перевод) читают как «Кериоф Хецрон». Предположительно, город Иуды Искариота (то есть из Кериота):

Кириаф-Хецрон («города-загоны»), город на юге удела Иуды (Нав. 15:25), называемый также Гацор. Вероятно, это Хирбет-эль-Карьетен (новоевр. Хурва-Керийот), прим. в 7 км юж. Маона. Это родной город Иуды, прозвище к-рого — Искариот — означает «человек из Кариота»; ср. также греч. выражение, а по Карюоту — «из Кариота», к-рое встречается в нек-рых древних рукописях в (Ин. 6:71).